# Forward Racing

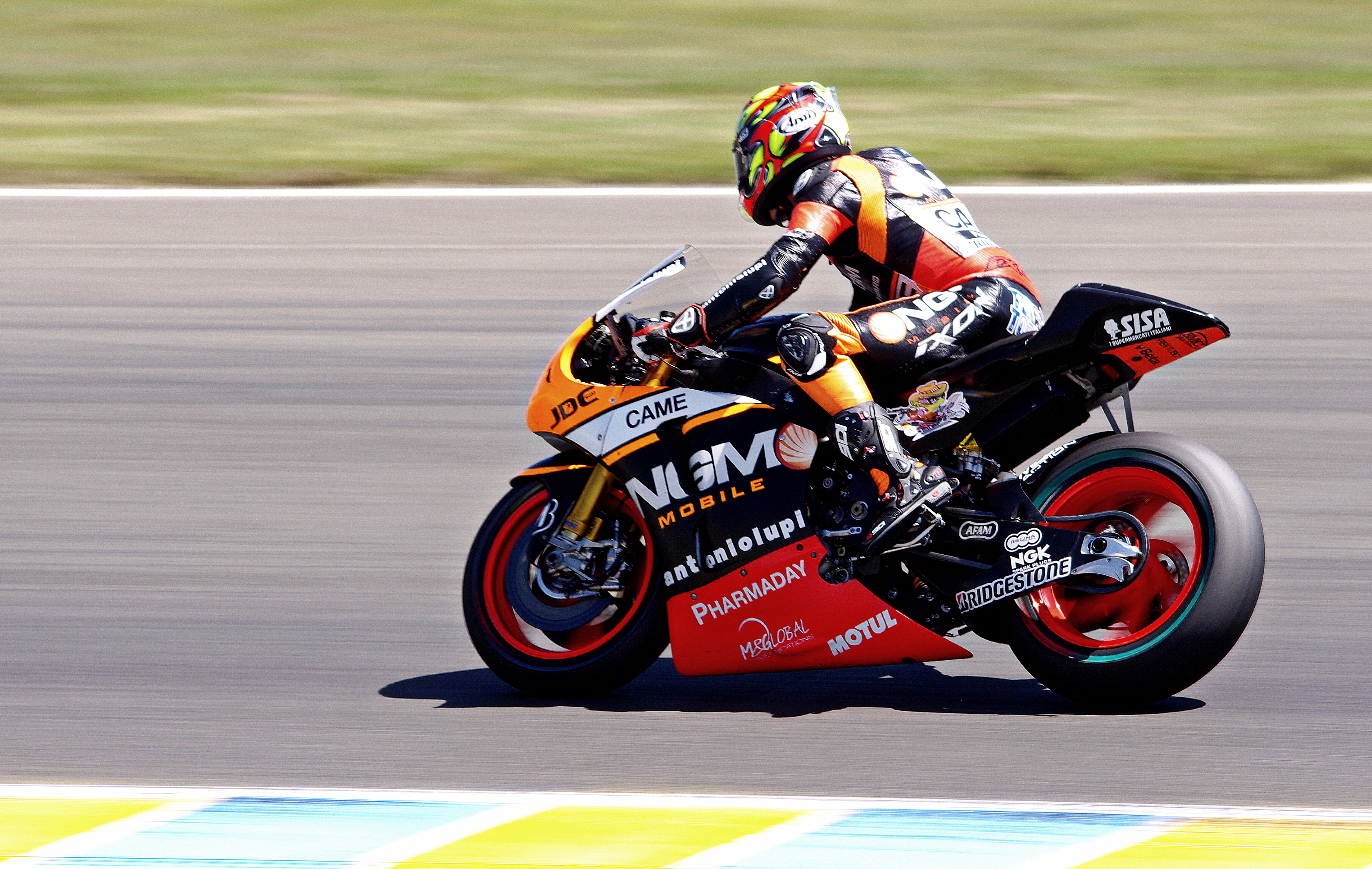
Colin Edwards på Forward Racings MotoGP-maskin under Frankrikes GP 2014.

Forward Racing är ett tävlingsstall i roadracing som tävlat i klasserna MotoGP och Moto2. Stallet är baserat i Agno i Schweiz. Stallägare är italienaren Giovanni Cuzari.

## Historia
Under namnet Hayate Racing Team debuterade stallet i Roadracing-VM 2009 i MotoGP med Marco Melandri som förare. Stallet var i praktiken resterna av Kawasakis nedlagda MotoGP-satsning. Bästa resultat var Melandris oväntade andraplats i Frankrikes Grand prix. Något mer stöd från Kawasaki stod inte att hämta och Roadracing-VM 2010 tävlade istället Forward Racing i den nya Moto2-klassen med motorcykelchassi från Suter. Förare var Jules Cluzel och Claudio Corti. Cluzel tog teamets första seger, i Storbritanniens GP, och blev sjua i VM.
Säsongen 2011 gav inga större framgångar och 2012 hade Forward två nya förare i Moto2: Alex de Angelis och Yuki Takahashi. de Angelis vann ett GP. Samma år kom Forward tillbaka till den främsta klassen MotoGP genom att delta under reglerna för Claiming Rules Team med en Suter-motorcykel med BMW-motor. Den erfarne Colin Edwards var förare. Teamet fick aldrig någon ordning på Suter-BMW:n och till 2013 satsade Forward istället på ett FTR-chassi med Kawasaki-motor. Edwards fick också sällskap av Claudio Corti som förare. I Moto2 tävlade Forward Racing 2013 med fyra förare. Under namnet NGM Mobile Racing tävlade Simone Corsi och Mattia Pasini och under namnet NGM Mobile Forward Racing tävlade Alex de Angelis och Ricard Cardús. Båda teamen använde motorcykelchassi från Speed Up som inte visade sig vara konkurrenskraftig mot Kalex- och Suter-chassin. Till 2014 går Forward tillbaka till FTR-chassi i Moto2.
Roadracing-VM 2014 tävlade Forward i MotoGP under de "öppna" reglerna. Teamet leasade motor, ram och sving från Yamaha. Elektroniken var den standardprodukt som tillhandahålls av Internationella motorcykelförbundet. Resten av motorcykeln utvecklades av Forward baserad på FTR. Förarna var Colin Edwards och Aleix Espargaró. Edwards ersattes av Alex de Angelis mitt under säsongen. Espargaro tog sin och Forwards första pallplats i MotoGP när han blev tvåa i Aragoniens Grand Prix. 2015 fortsätter Forward att i öppna kategorin med leasing från Yamaha, men med två nya förare: Stefan Bradl och Loris Baz. Teamet fick en ny huvudsponsor, det schweiziska glasögonmärket Athinà. Temnamnet blev därför Athinà Forward Racing.
Ett bakslag för Forward som inträffade i juli 2015 var att stallchefen Cuzari togs i förvar av farbror polisen i Schweiz misstänkt för penningtvätt, skattebrott och bestickning. Stallets tillgångar beslagtogs samtidigt och en del sponsorer hoppade av varför Forward Racing inte hade råd att deltaga i Indianapolis Grand Prix. Samtidigt lämnade Bradl teamet för att köra för Aprilia. Man fick ihop ekonomin för att slutföra säsongen, men Yamaha ville inte leverera motorcyklar 2016 varför Forward racing tvangs lämna MotoGP. De fortsätter 2016 i Moto2 och kommer att sköta MV Agustas satsning i Superbike och Supersport.

## Säsonger i sammanfattning från 2009
| Säsong | Klass  | Team-namn                                             | Konstruktör                  | Motorcykel                | Förare                | VM- plac. | 1/2/3- platser              | Anm.                               |
| ------ | ------ | ----------------------------------------------------- | ---------------------------- | ------------------------- | --------------------- | --------- | --------------------------- | ---------------------------------- |
| 2009   | MotoGP | Hayate Racing Team                                    | Kawasaki                     | Kawasaki ZX-RR            | Marco Melandri        | 10        | - / 1 / -                   |                                    |
| 2010   | Moto2  | Forward Racing                                        | Suter                        | Suter MMX                 | Jules Cluzel          | 7         | 1 / - / 1                   |                                    |
| 2010   | Moto2  | Forward Racing                                        | Suter                        | Suter MMX                 | Claudio Corti         | 25        | - / - / -                   |                                    |
| 2010   | Moto2  | Forward Racing                                        | Suter                        | Suter MMX                 | Ferruccio Lamborghini | -         | - / - / -                   | Wildcard, San Marino               |
| 2011   | Moto2  | NGM Forward Racing                                    | Suter                        | Suter MMXI                | Jules Cluzel          | 21        | - / - / -                   |                                    |
| 2011   | Moto2  | NGM Forward Racing                                    | Suter                        | Suter MMXI                | Alex Baldolini        | 27        | - / - / -                   | GP 1-11, sedan Pons                |
| 2011   | Moto2  | NGM Forward Racing                                    | Suter                        | Suter MMXI                | Raffaelle de Rosa     | -         | - / - / -                   | GP 12-18                           |
| 2012   | MotoGP | NGM Mobile Forward Racing                             | Suter                        | Suter MMX1                | Colin Edwards         | 20        | - / - / -                   |                                    |
| 2012   | MotoGP | NGM Mobile Forward Racing                             | Suter                        | Suter MMX1                | Chris Vermeulen       | -         | - / - / -                   | Ersättare i Frankrike              |
| 2012   | Moto2  | NGM Mobile Forward Racing                             | Suter (GP 1-6) FTR (GP 7-18) | Suter MMXII FTR Moto M212 |                       |           |                             |                                    |
| 2012   | Moto2  | NGM Mobile Forward Racing                             | Suter (GP 1-6) FTR (GP 7-18) | Suter MMXII FTR Moto M212 | Alex de Angelis       | 12        | 1 / - / 1                   |                                    |
| 2012   | Moto2  | NGM Mobile Forward Racing                             | Suter (GP 1-6) FTR (GP 7-18) | Suter MMXII FTR Moto M212 | Yuki Takahashi        | 30        | - / - / -                   |                                    |
| 2012   | Moto2  | NGM Mobile Forward Racing                             | Suter (GP 1-6) FTR (GP 7-18) | Suter MMXII FTR Moto M212 | Mattia Pasini         | -         | - / - / -                   | Ersatte de Angelis i Valencia      |
| 2013   | MotoGP | NGM Mobile Forward Racing                             | FTR Kawasaki                 |                           | Colin Edwards         | 14        | - / - / -                   |                                    |
| 2013   | MotoGP | NGM Mobile Forward Racing                             | FTR Kawasaki                 | Claudio Corti             | 19                    | - / - / - |                             |                                    |
| 2013   | Moto2  | NGM Forward Racing                                    | Speed Up                     | Speed Up SF13             | Simone Corsi          | 11        | 1 / - / 1                   |                                    |
| 2013   | Moto2  | NGM Forward Racing                                    | Speed Up                     | Speed Up SF13             | Mattia Pasini         | 16        | - / - / -                   |                                    |
| 2013   | Moto2  | NGM Mobile Forward Racing                             | Speed Up                     | Speed Up SF13             | Alex de Angelis       | 14        | - / - / -                   |                                    |
| 2013   | Moto2  | NGM Mobile Forward Racing                             | Speed Up                     | Speed Up SF13             | Ricard Cardús         | 23        | - / - / -                   |                                    |
| 2014   | MotoGP | NGM Forward Racing                                    | Forward Yamaha               |                           | Colin Edwards         | 22        | - / - / -                   | GP 1-10                            |
| 2014   | MotoGP | NGM Forward Racing                                    | Forward Yamaha               | Aleix Espargaró           | 7                     | - / 1 / - | Segrare i "öppna kategorin" |                                    |
| 2014   | MotoGP | NGM Forward Racing                                    | Forward Yamaha               | Alex de Angelis           | 21                    | - / - / - | GP 11-18                    |                                    |
| 2014   | Moto2  | NGM Forward Racing                                    | Forward KLX                  |                           | Simone Corsi          | 7         | - / 1 / 1                   |                                    |
| 2014   | Moto2  | NGM Forward Racing                                    | Forward KLX                  | Mattia Pasini             | 21                    | - / - / - |                             |                                    |
| 2015   | MotoGP | Athinà Forward Racing (GP 1-9) Forward Racing (GP 11- | Yamaha Forward               |                           | Stefan Bradl          |           | - / - / -                   | GP 1-8, sedan till Aprilia Gresini |
| 2015   | MotoGP | Athinà Forward Racing (GP 1-9) Forward Racing (GP 11- | Yamaha Forward               | Loris Baz                 | 17                    | - / - / - |                             |                                    |
| 2015   | MotoGP | Athinà Forward Racing (GP 1-9) Forward Racing (GP 11- | Yamaha Forward               | Claudio Corti             | -                     | - / - / - | GP 9, 11-13                 |                                    |
| 2015   | MotoGP | Athinà Forward Racing (GP 1-9) Forward Racing (GP 11- | Yamaha Forward               | Toni Elías                | 27                    | - / - / - | GP 14-18                    |                                    |
| 2015   | Moto2  | Athinà Forward Racing (GP 1-9) Forward Racing (GP 11- | Kalex                        |                           | Simone Corsi          | 12        | - / - / -                   |                                    |
| 2015   | Moto2  | Athinà Forward Racing (GP 1-9) Forward Racing (GP 11- | Kalex                        | Lorenzo Baldassarri       | 9                     | - / - / 1 |                             |                                    |
| 2016   | Moto2  | Forward Team                                          | Kalex                        |                           | Luca Marini           |           |                             |                                    |
| 2016   | Moto2  | Forward Team                                          | Kalex                        | Lorenzo Baldassarri       |                       |           |                             |                                    |